# F Sharp
F# é uma linguagem de programação multiparadigma para a plataforma .NET, que engloba programação funcional, imperativa e orientada a objetos. Pertence à família das linguagens ML, e é em grande parte compatível com a linguagem OCaml. Foi inicialmente desenvolvida por Don Syme na Microsoft Research, e então migrou para a Microsoft Developer Division. É distribuida como parte do Visual Studio 2019 e como parte do .NET.
As propriedades desta linguagem e o seu ambiente constituem uma plataforma ideal para a informática científica porque utiliza a inferência de tipo. A performance de F# iguala-se com a linguagem OCaml, C++ e ML. É uma linguagem criada de propósito para a plataforma .NET e portanto é orientada a objetos.

## Visão Geral

### Programação funcional
F# é uma linguagem de programação primeiramente funcional. Os tipos não precisam ser dadas de forma explícita pelo programador, estes são deduzidos no processo de compilação. O comando let é usado para atribuir valores ao nome. Por exemplo:
```
let
 
x
 
=
 
3
 
+
 
4

```

### Programação imperativa
F# para programação de forma imperativa suporta:
- for loops
- while loops
- arrays
- hash table

Valores e campos gravados podem ser mutáveis, por exemplo:
```
// definindo 'x' com valor inicial '1'

let
 
mutable
 
x
 
=
 
1

// Mudando o valor de 'x' para '3'

x
 
<-
 
3

```

### Programação orientado a objetos
F#, como as outras linguagens CLI, pode-se usar tipos CLI e objetos através da programação orientada a objetos. F# suporta programação voltada à objetos que inclui expressões:
- Notação de ponto (e.g. x.Nome)
- Expressões de objecto (e.g. { new obj() with member x.ToString() = "olá" })
- Construção de objecto (e.g. new Form())
- Testes de tipo (e.g. x :? string)
- Coerções de tipo (e.g. x :?> string)
- Argumentos com nome (e.g. x.Method(someArgument=1))
- Argumentos opcionais (e.g. x.Method(OptionalArgument=1)

Suporte para programação orientada em objetos em padrões inclui:
- Testes de tipo (e.g. :? string as s)
- Padrões ativos, que podem ser definidos sobre tipos de objetos.[3]

Objetos em F# podem ser declarados como class, struct, interface, enum ou delegado tipo definidos, correspondentes às formas encontradas no C#. Por exemplo, uma classe com um contrutor com "nome" e "idade" e declarando duas propriedades:
```
/// Uma declação de um simples objeto

type
 
Person
(
nome
 
:
 
string
,
 
idade
 
:
 
int
)
 
=

    
member
 
x
.
Nome
 
=
 
nome

    
member
 
x
.
Idade
 
=
 
idade

```

### Programação assíncrona
F# suporta programação assíncrona através de fluxos de trabalho assíncronos. Um fluxo de trabalho assíncrona é definida como uma seqüência de comandos dentro de um {async ... }, por exemplo:
```
let
 
asynctask
 
url
 
=

    
async
 
{
 

        
let
 
pedido
 
=
 
WebRequest
.
Create
(
url
)

        
let!
 
resposta
 
=
 
pedido
.
GetResponseAsync
()

        
use
 
fluxoDeResposta
 
=
 
resposta
.
GetResponseStream
()

        
use
 
leitorDeFluxo
 
=
 
new
 
System
.
IO
.
StreamReader
(
fluxoDeResposta
)

        
return
 
leitorDeFluxo
.
ReadToEnd
()

    
}

```

### Programação paralela
A programação paralela é parcialmente suportado através do Async.Parallel, Async.Start e outras operações que executam o bloco assíncrono em paralelo.
A programação paralela também é suportada através de Array.Parallel funcional na biblioteca padrão do F#.

### Unidades de medida
O sistema de tipos do F# suporta unidades de medida verificando pelos números. A catacterísticas da unidade de medida se integra com o tipo do F# requisitando um mínimo de anotações no código do usuário.

### Metaprogramação
F# permite algumas formas de customização de sintaxe para suportar códigos de domínio específico sem a linguagem F#, particularmente através de expressões computacionais.

### JavaScript
F# pode compilar para JavaScript utilizando o compilador Fable (Também pode compilar para outras como Dart, TypeScript, Rust e  Python).

## Publicação do código fonte
Em 4 de novembro de 2010, no blog de Don Syme, foi anunciada a liberação do código fonte sob a licença Apache 2.0. O compilador e as bibliotecas estão agora disponíveis como um repositório no GitHub

## Ferramentas de Desenvolvimento
Pode-se programar em F# em qualquer editor de texto. Há alguns que possuem suporte específico, como o EMACS.
O Visual F# da Microsoft inclui integração total com o Visual Studio. Com o serviço instalado, o Visual Studio pode ser usado para criar em depurar projetos em F#.
WebSharper é um framework que permite desenvolver e manter front-ends complexos em JavaScript e HTML5, em F#.
MonoDevelop é um ambiente de desenvolvimento integrado que suporta F# em Linux, Mac e Windows, incluindo suporte para o console interativo, como no Visual Studio.
Sharp Develop suporta F# desde a versão 3.0.
LINQPad suporta F# desde a versão 2.x.

## Áreas de Aplicação

### Desenvolvimento Web
F# é usado em conjunto com ASP, .NET, KnockoutJS e outros frameworks para programação Web.
F# é o núcleo do WebSharper, onde ele é executado  como um código .NET no servidor e como JavaScript no cliente.

### Programação Analítica
Dentre outras linguagens, F# é utilizado para programação financeira quantitativa, Comércio de energia, BI e jogos do Facebook.

## Comunidade de Código Aberto
A comunidade de código aberto do F# inclui “The F# Software Foundation” e “F# Open Source Group at GitHub”.

## História
F# foi desenvolvida e implementada por Don Syme, no Microsoft Research, em Cambridge. Andrew Kennedy contribuiu no desenvolvimento de unidades de medidas. A linguagem F# e as ferramentas Visual F# para Windows são desenvolvidas pela Microsoft. “The F# Software Foundation” desenvolve o compilador de código aberto e ferramentas baseadas em lançamentos de código aberto do “Microsoft Visual F# Team”.

## Exemplos de código
Programa Olá Mundo
```
printfn
 
"Olá, Mundo!"

```

Lista com três inteiros
```
let
 
list
 
=
 
[
 
1
;
 
2
;
 
3
 
]

```

União discriminada
```
type
 
UniaoDiscriminada
 
=

   
|
 
Item1

   
|
 
Item2
 
of
 
int
 
*
 
int

   
|
 
Item3
 
of
 
valor1
:
 
string
 
*
 
valor2
:
 
int

```

Criando uma classe
```
type
 
Person
(
name
 
:
 
string
,
 
age
 
:
 
int
)
 
=

    
member
 
x
.
Name
 
=
 
name

    
member
 
x
.
Age
 
=
 
age

```

Tipos nulos (F# 9)
```
let
 
variavel
:
 
string
 
|
 
null
 
=
 
null

let
 
checkNull
 
(
v
:
 
'
t
 
|
 
null
)
 
=
 
// Função para verificar se uma variável é nula.

   
match
 
v
 
with

   
|
 
null
 
->
 
true
 
// É nulo.

   
|
 
_
 
->
 
false
 
// Não é nulo.

   

checkNull
 
variavel
 
// true

```

Fable
```
open
 
Fable.Core

// Implementa a função alert(texto) do javascript.

[<
Global
>]

let
 
alert
:
 
string
 
->
 
unit
 
=
 
jsNative

// Diz hello world no navegador.

alert
 
"Hello World from JS"

```